# Jacobo Israel Garzón
Jacobo Israel Garzón (Tetuán, protectorado español de Marruecos, 1942) es un escritor y divulgador de la cultura judía en España. Fue presidente de la Comunidad Judía de Madrid desde 2001 a 2008 y desde 2003 preside la Federación de Comunidades Judías de España. En abril de 2011 el gobierno ha premiado su labor con la Gran Cruz de la Orden del Mérito Civil.

## Biografía
Nacido en Tetuán en 1942 en el seno de una familia sefardí descendiente de los judíos expulsados en 1492 por los Reyes Católicos, se educó en la península licenciándose como ingeniero agrónomo por la ETSIA en Madrid en 1965 y posteriormente en Informática en 1971.
Su vida profesional ha transcurrido ligada al mundo empresarial habiendo dirigido algunas multinacionales y empresas relevantes. En la actualidad sigue presidiendo algunos consejos de administración.
Como animador cultural participó en la fundación en 1986 de Raíces, Revista Judía de Cultura, de la que fue su director entre 1994 y 2005. También ha participado como autor, junto a otros escritores, en diversas obras de carácter monográfico como La Comunidad Judía de Madrid. Textos e imágenes para una historia; El estigma imborrable. Reflexiones sobre el nuevo antisemitismo; España y el Holocausto. Historia y Testimonios; Los judíos de Cataluña (1918-2007); España e Israel; Derechos humanos y judaísmo; y Los judíos en la España contemporánea. Aspectos históricos y jurídicos.
A sus numerosos artículos, colaboraciones y ponencias nacionales e internacionales sobre historia y cultura de los judíos españoles en la época moderna y contemporánea, y sobre cultura del pueblo judío, hay que sumar su labor como editor de más de una docena de libros de interés judío. Como investigador de la vida hebrea en la España moderna y contemporánea y en el Norte de Marruecos, es autor de los títulos que aparecen más abajo. Desde 2010 participa activamente en el patronato de la Fundación-Archivo Rafael Cansinos Assens, del que es vicepresidente, y también en el Museo Judío de Béjar.

## Obras
- Apuntes sobre la vida y la obra de Fernando Isaac Cardoso (2002)
- Crónica de una familia tetuaní (2003).
- Los judíos de Tetuán (2004).
- Escrito en Sefarad. Aportación escrita de los judíos de España a la literatura, la erudición, la ciencia y la tecnología contemporáneas (2005).
- Los judíos hispano-marroquíes 1492-1973 (2008).
- Los judíos y el exilio republicano español (2009).
- En un tiempo sin libertad. Semblanzas de una Sefarad inhóspita (2010)
- Cartas del caminante y otros escritos (2011)